# Museo de la Catedral Metropolitana de Santiago
El Museo de la Catedral Metropolitana de Santiago es un museo de arte religioso en Santiago, Chile. El museo está localizado dentro de la Catedral Metropolitana de Santiago.
El museo tiene una colección de platería jesuita, mobiliario antiguo, cuadros religiosos y reliquias de distintas órdenes religiosas y congregaciones católicas.